# Lasino
Lasino is een voormalige gemeente in de Italiaanse provincie Trente (regio Trentino-Zuid-Tirol) en telt 1277 inwoners (31-12-2004). De oppervlakte bedraagt 16,0 km², de bevolkingsdichtheid is 80 inwoners per km². Op 1 januari 2016 ging de gemeente op in de fusiegemeente Madruzzo.

## Demografie
Lasino telt ongeveer 525 huishoudens. Het aantal inwoners steeg in de periode 1991-2001 met 14,6% volgens cijfers uit de tienjaarlijkse volkstellingen van ISTAT.
| Jaar | Inwoneraantal |
| ---- | ------------- |
| 1991 | 1028          |
| 2001 | 1178          |

## Geografie
Lasino grenst aan de volgende gemeenten of plaatsen: Trento, Calavino, Dro, Cavedine.